# Морозово (Бежецький район)
Морозово (рос. Морозово) — присілок в Бежецькому районі Тверської області Російської Федерації.
Населення становить 241 особу. Входить до складу муніципального утворення Борківське сільське поселення.

## Історія
Від 2005 року входить до складу муніципального утворення Борковське сільське поселення.

## Населення
| 2008 | 2010 |
| ---- | ---- |
| 310  | ↘241 |